# Sven Bergengren
Sven Bergengren, född 22 januari 1718 i Lofta församling, Östergötlands län, död 17 augusti 1794 i Gryts församling, Östergötlands län, var en svensk präst.

## Biografi
Sven Bergengren föddes 1718 i Lofta församling. Han var son till komministern i församlingen. Bergengren blev 1740 student vid Lunds universitet och prästvigdes 15 maj 1748. Han blev 5 november 1760 komminister i Sankt Anna församling och avlade pastoralexamen 27 juni 1772. Bergengren blev 2 mars 1782 kyrkoherde i Gryts församling, tillträde 1782. Han avled 1794 i Gryts församling.

### Familj
Bergengren gifte sig första gången 24 juni 1750 med Brita Schenmark (1729–1762). Hon var dotter till kyrkoherden i Östra Ny församling. De fick tillsammans barnen Beata Bergengren (född 1751) som var gift med kronolänsmannen Henric Baeder i Hammarkinds fögderi, Brita Elisabeth Bergengren (1753–1757), Lars Bergengren (1757–1758) och Charlotta Maria Bergengren som var gift med komministern N. Mobäck i Blackstads församling.
Bergengren gifte sig andra gången 2 juni 1763 med Maria Elisabeth Melander (1728–1771). Hon var dotter till rektorn i Norrköping. De fick tillsammans en son (1764–1764) och Margareta Bergengren (1766–1766).